# Кизилжар (футбольний клуб)
Футбольний клуб Кизилжар СК або просто «Кизилжар» (каз. Қызылжа́р СҚ Футбо́л клубы́) — професіональний казахський футбольний клуб з міста Петропавловськ.

## Досягнення
- Прем'єр-ліга
  -  Срібний призер (2): 1999, 2000
  -  Бронзовий призер (1): 2001

- Кубок Казахстану
  -  Фіналіст (1): 1999/00

## Відомі гравці
- Євгеній Аверченко
- Серик Жейлитбаєв
- Ігор Авдеєв
- Олександр Фамільцев
- Сергій Тимофеєв
- Руслан Балтієв
- Кайрат Нурдаулетов
- Віктор Зубарєв
- Муслім Агаєв
- Володимир Байрамов
- Дмитро Бистров
- Костянтин Панін
- Арам Восканян
- Алі Алієв
- Роман Нестеренко